# Natasha Bharadwaj

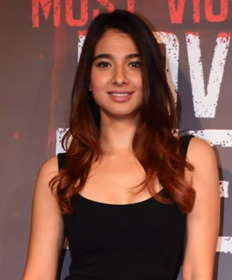
Natasha Bharadwaj

Natasha Bharadwaj (Marathi नताशा भारद्वाज; * 17. September 1997 in Mumbai) ist eine indische Schauspielerin.

## Leben und Karriere
Bharadwaj wurde am 17. September 1997 in Mumbai geboren. Sie besuchte das Jai Hind College. Anschließend nahm sie 2016 am Schönheitswettbewerb Miss Diva teil, wo sie als Finalistin den Titel "Yamaha Fascino Miss Talented" gewann. 2018 gewann sie in der Reality-Show India’s Next Superstars. Ihr Debüt gab sie 2020 in der Webserie Pawan & Pooja. Von 2021 bis 2023 war sie in der Serie Mumbai Diaries 26/11 zu sehen. 2023 spielte sie in Ishq Next Door die Hauptrolle.

## Filmografie
Serien
- 2020: Pawan & Pooja
- 2021–2023: Mumbai Diaries 26/11
- 2023: Ishq Next Door

Sendung
- 2018: India’s Next Superstars

## Auszeichnungen

### Gewonnen
- 2022: Indian Television Academy Award in der Kategorie „Beste Nebendarstellerin“[5]